# Barranc de les Salanques (Viu de Llevata)
El barranc de les Salanques és un barrancdel terme municipal del Pont de Suert, de l'Alta Ribagorça (antic terme de Viu de Llevata), el capdamunt del qual es troba dins del terme de Sarroca de Bellera, al Pallars Jussà.
Es forma al Forcall per la unió dels barrancs del Pago, que ve del nord-oest, i de Prat d'Or, que ho fa des del nord-est. El barranc discorre cap al sud, de primer un xic decantat cap a llevant, però va corregint gradualment la seva inclinació cap a ponent, en direcció a Viu de Llevata.
Acaba el seu recorregut en el moment que s'ajunta amb el barranc de Baixiri per tal de formar el barranc de Sallent.